# 第22回全国中等学校優勝野球大会
第22回全国中等学校優勝野球大会（だい22かいぜんこくちゅうとうがっこうゆうしょうやきゅうたいかい）は1936年（昭和11年）8月13日から8月20日の間、兵庫県武庫郡鳴尾村（現在の西宮市）の甲子園球場で行われた全国中等学校優勝野球大会である。
甲子園球場の外野スタンドを、土盛りから鉄筋コンクリートに改修して観客収容能力を向上させた。

## 代表校
| 地方大会 | 代表校   | 出場回数      |
| -------- | -------- | ------------- |
| 北海道   | 北海中   | 2年連続11回目 |
| 奥羽     | 盛岡商   | 初出場        |
| 東北     | 山形中   | 初出場        |
| 北関東   | 桐生中   | 3年連続6回目  |
| 南関東   | 千葉中   | 2年連続4回目  |
| 東京     | 早稲田実 | 3年連続13回目 |
| 信越     | 長野商   | 2年ぶり5回目  |
| 北陸     | 福井商   | 初出場        |
| 山静     | 静岡商   | 初出場        |
| 東海     | 岐阜商   | 初出場        |
| 京津     | 平安中   | 2年連続8回目  |

| 地方大会 | 代表校   | 出場回数      |
| -------- | -------- | ------------- |
| 紀和     | 和歌山商 | 5年ぶり2回目  |
| 大阪     | 京阪商   | 初出場        |
| 兵庫     | 育英商   | 2年連続2回目  |
| 山陰     | 鳥取一中 | 2年ぶり13回目 |
| 山陽     | 呉港中   | 5年連続5回目  |
| 四国     | 松山商   | 2年連続11回目 |
| 北九州   | 小倉工   | 2年ぶり5回目  |
| 南九州   | 鹿児島商 | 7年ぶり4回目  |
| 朝鮮     | 仁川商   | 初出場        |
| 満洲     | 青島中   | 2年連続3回目  |
| 台湾     | 嘉義農林 | 2年連続4回目  |

## 試合結果

### 1回戦
- 岐阜商 18 - 0 盛岡商
- 育英商 2x - 1 早稲田実
- 静岡商 27 - 4 長野商
- 嘉義農林 4 - 3 小倉工
- 鳥取一中 3 - 2 鹿児島商
- 京阪商 5x - 4 松山商

### 2回戦
- 桐生中 4 - 0 呉港中
- 北海中 4 - 1 青島中
- 千葉中 8 - 1 山形中
- 和歌山商 10 - 0 福井商
- 平安中 17 - 0 仁川商
- 育英商 7 - 5 嘉義農林
- 岐阜商 4 - 1 鳥取一中
- 京阪商 5 - 4 静岡商（延長10回）

### 準々決勝
- 育英商 3 - 1 北海中
- 平安中 10 - 0 千葉中
- 桐生中 3 - 1 京阪商
- 岐阜商 9 - 1 和歌山商

### 準決勝
- 岐阜商 7 - 1 育英商
- 平安中 6 - 5 桐生中

### 決勝
|        | 1 | 2 | 3 | 4 | 5 | 6 | 7 | 8 | 9 | R | H | E |
| ------ | - | - | - | - | - | - | - | - | - | - | - | - |
| 岐阜商 | 0 | 0 | 3 | 0 | 0 | 6 | 0 | 0 | 0 | 9 | 7 | 2 |
| 平安中 | 0 | 1 | 0 | 0 | 0 | 0 | 0 | 0 | 0 | 1 | 8 | 1 |

1. （岐）：松井 - 加藤三
2. （平）：北川、広瀬、北川、広瀬 - 辻井
3. 審判
［球審］天知
［塁審］鶴田・梶上・柳田

| 岐阜商 | 岐阜商 | 岐阜商   |
| 打順   | 守備   | 選手     |
| ------ | ------ | -------- |
| 1      | [二]   | 長良治雄 |
| 2      | [右]   | 田中義晴 |
| 3      | [投]   | 松井栄造 |
| 4      | [捕]   | 加藤三郎 |
| 5      | [中]   | 野村清   |
| 6      | [一]   | 森田定雄 |
| 7      | [遊]   | 近藤清   |
| 8      | [三]   | 加藤義男 |
| 9      | [左]   | 後藤行雄 |

| 平安中 | 平安中     | 平安中     |
| 打順   | 守備       | 選手       |
| ------ | ---------- | ---------- |
| 1      | [遊]       | 田中点道   |
| 2      | [三]       | 雁瀬治貞   |
| 3      | [一]       | 岩本強     |
| 4      | [捕]       | 辻井弘     |
| 5      | [投]中投中 | 北川英三   |
| 6      | [右]       | 古川義教   |
| 7      | [中]       | 天川清三郎 |
|        | 投中投     | 広瀬清文   |
| 8      | [二]       | 由利繁     |
| 9      | [左]       | 富山包重   |

## 大会本塁打
- 第1号：野村武史（岐阜商）
- 第2号：松井栄造（岐阜商）
- 第3号：粳田保（静岡商）

## 記録
| 記録               | 選手名               | 対戦校          | 補足          |
| ------------------ | -------------------- | --------------- | ------------- |
| ノーヒットノーラン | 小林悟楼（和歌山商） | 2回戦・対福井商 | 大会史上9人目 |

## その他の主な出場選手
- 沢藤光郎（盛岡商）
- 皆川定之（桐生中）
- 青木正一（桐生中）
- 稲川豪一（桐生中）
- 飯島滋弥（千葉中）
- 太田健一（早稲田実）
- 望月潤一（早稲田実）
- 宮崎皓（長野商）
- 宮崎仁郎（長野商）
- 大島信雄（岐阜商）
- 木村進一（平安中）
- 保井浩一（平安中）

- 吉川義次（和歌山商）
- 中谷順次（和歌山商）
- 深尾文彦（京阪商）
- 佐藤平七（育英商）
- 酒沢政夫（育英商）
- 松岡甲二（育英商）
- 織辺由三（育英商）
- 中河美芳（鳥取一中）
- 木下政文（鳥取一中）
- 岩垣二郎（鳥取一中）
- 原一朗（呉港中）
- 田川豊（呉港中）

- 柚木進（呉港中）
- 塚本博睦（呉港中）
- 藤村隆男（呉港中）
- 中山正嘉（松山商）
- 千葉茂（松山商）
- 山田潔（松山商）
- 高久保豊三（松山商）
- 玉井栄（小倉工）
- 新留国良（鹿児島商）
- 白川一（鹿児島商）
- 呉波（嘉義農林）
- 奥田元（嘉義農林）